# Juin 1753

## Événements
- Juin, New York : le chef Hendrick et seize autres chefs Mohawks rompent la paix (Covenant Chain) avec les colons blancs[1]. Une escroquerie permet de voler quelque 130 000 ha de terres aux Mohawks dans l’État de New York, ce qui met fin à la coexistence pacifique entre les Indiens et la population blanche de la province[2].

## Naissances
- 8 juin : Nicolas Dalayrac, compositeur français († 27 novembre 1809)
- 9 juin : André Dutertre, peintre français († avril 1842).
- 26 juin : Antoine de Rivarol, écrivain, journaliste, essayiste et pamphlétaire royaliste français († 11 avril 1801).